# Country Club Estates
Country Club Estates är en ort (CDP) i Glynn County, i delstaten Georgia, USA. Enligt United States Census Bureau har orten en folkmängd på 8 545 invånare (2010) och en landarea på 12 km².